# Butter chicken

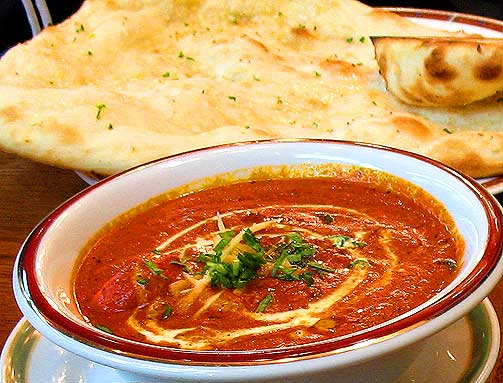
Un butter chicken avec un naan.

Le poulet au beurre,  butter chicken en Europe francophone, ou murgh makhani, est un plat de la cuisine indienne, vraisemblablement originaire de New Delhi.
Ce plat, à base de poulet mariné dans une sauce au beurre, est généralement servi avec du pain naan et du riz.

## Histoire
Cette recette a été développée par Kundan Lal Jaggi et Kundan Lal Gujral, au restaurant Moti Mahal dans le quartier Daryaganj de Old Delhi dans les années 1950, après la Partition de l'Inde. Ils étaient tous deux des migrants punjabis du Peshawar,. Ce curry a été fait « par hasard » en mélangeant des restes de poulet tandoori dans une sauce tomate, riche en beurre (makhan). En 1974, une recette a été publiée comme murgh makhanii (poulet tandoori cuit dans du beurre et de la sauce tomate).
En 1975, l'expression anglaise butter chicken curry est apparue pour la première fois dans la presse écrite, en tant que spécialité de la maison au restaurant indien Gaylord à Manhattan . À Toronto et dans les Caraïbes, on le trouve comme garniture dans les pizzas, les poutines, les wraps, les rotis ou les petits pains, tandis qu'en Australie et en Nouvelle-Zélande, il est également consommé comme garniture de tarte,,.